# Kapustynci (obwód sumski)
Kapustynci (ukr. Капустинці) – wieś na Ukrainie, w obwodzie sumskim, w rejonie romeńskim. W 2001 liczyła 1056 mieszkańców, spośród których 1029 posługiwało się językiem ukraińskim, 22 rosyjskim, 4 mołdawskim, a 1 innym.